# Hamburger Morgenpost
L'Hamburger Morgenpost més conegut com el Mopo és un diari publicat a Hamburg (Alemanya). És un diari popular de tendència centre esquerra, amb articles curts i moltes fotos. Al quarter trimestre de 2014 tenia una tirada de 94270 exemplars i una diffusió de 360.000 lectors.

## Història

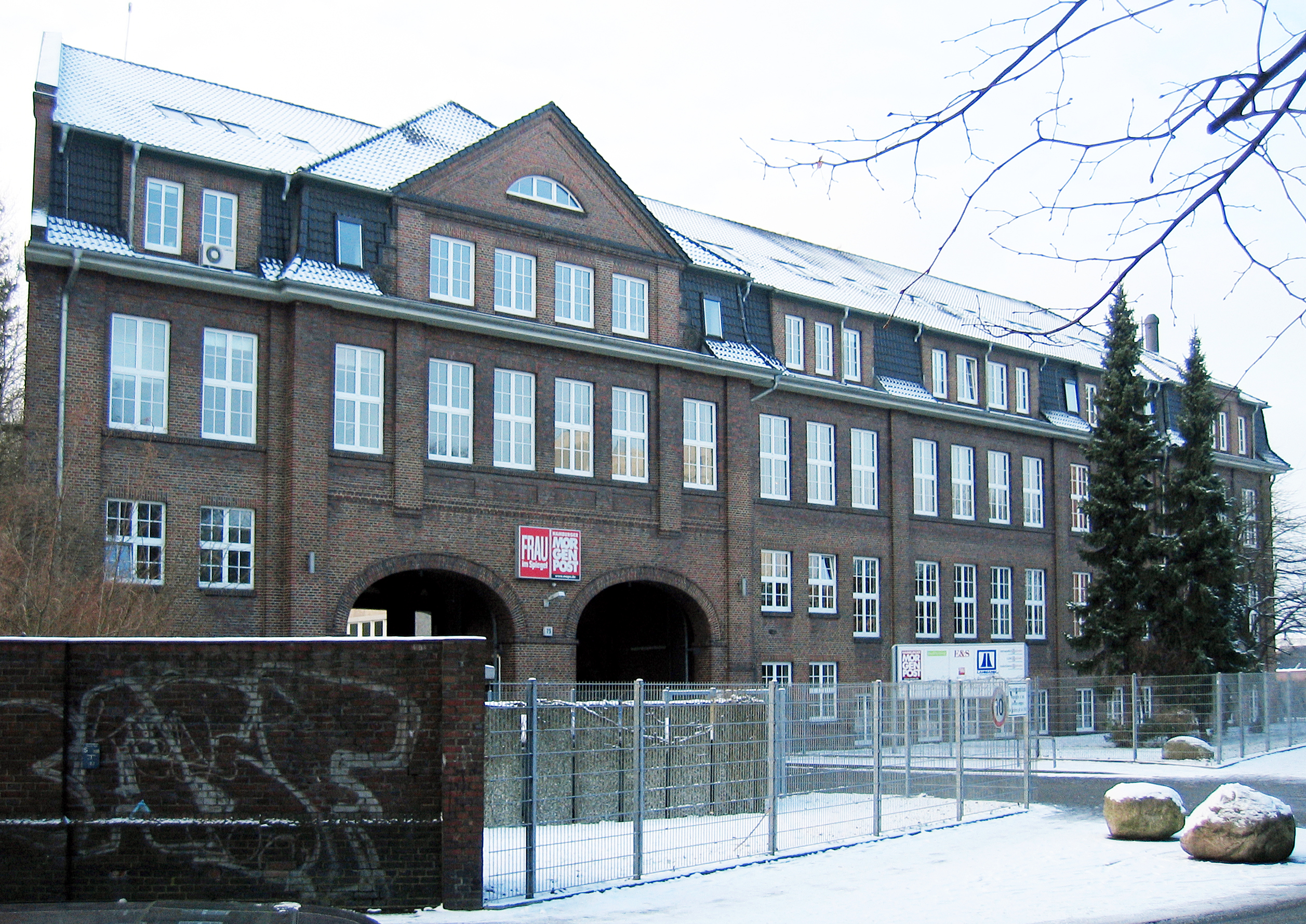
Seu del diari

El diari va ser creat el 1949 amb una tirada de 6000 exemplars pel periodista hamburguès i militant del partit Partit Socialdemòcrata d'Alemanya (SPD) Heinrich Braune. A la fi dels anys 1950 tenia una tirada de 450.000 exemplars. Després de treure la versió local del diari Bild, de l'editorial concurrent Axel Springer AG la tirada va començar a baixar. Al mig de la dècada dels 1970, l'SPD en constatar que diaris ideològics de partit no funcionaven, va vendre el títol. El 1986 passà a l'editorial Gruner + Jahr, que el 1999 va vendre'l als editors Frank Otto i Hans Barlach. El 2006 finalment passà a la BV Deutsche Zeitungsholding, que via una estada al grup britànic Mecom finalment passà el 2009 al grup colonès M. DuMont Schauberg.
L'11 de gener del 2015, l'arxiu del diari va ser la víctima d'un delit d'incendi, probablement lligat amb seguidors islamistes de l'atemptat al diari parisenc Charlie Hebdo, com que el 8 de gener 2015, en solidaritat amb el setmanari parisenc havia publicat uns dibuixos crítics a la seva portada sota el títol «Ens cal tanta llibertat».